# Juan de Dios Mataflorida Pueblos
Juan de Dios Mataflorida Pueblos (Moto Sur, Loon, Filipinas, 8 de março de 1943 - 21 de outubro de 2017) foi um clérigo filipino e bispo católico romano de Butuan.
Juan de Dios Mataflorida Pueblos estudou filosofia no seminário de Loon (1953-1958) e teologia no seminário de Tagbilaran (1958-1960) e recebeu o Sacramento da Ordem em 30 de março de 1968. Ele era ativo no cuidado pastoral e completou estudos teológicos no Divine World College em Tagbilaran. Ele estava envolvido na educação escolar e foi, entre outras coisas, reitor de vários seminários e academias.
Em 29 de abril de 1985, o Papa João Paulo II o nomeou Bispo Titular de Zaba e o nomeou Bispo Auxiliar de Davao. O núncio apostólico nas Filipinas, arcebispo Bruno Torpigliani, consagrou-o bispo em 24 de junho do mesmo ano; Co-consagradores foram o Arcebispo de Davao, Antonio Lloren Mabutas, e o Bispo de Tagbilaran, Onesimo Cadiz Gordoncillo. 
Em 3 de fevereiro de 1987, João Paulo II o nomeou Bispo de Coroico. 
Foi nomeado Bispo de Butuan em 27 de novembro de 1995. Juan de Dios Pueblos ocupou vários cargos na Conferência Episcopal das Filipinas.